# Kasama (Zâmbia)
Kasama é uma cidade e um distrito da Zâmbia, localizados na província Norte. Na cidade está uma importante estação ferroviária do Caminho de Ferro Tanzânia–Zâmbia.